# Henriette Nielsen
Birgitte Dorothea Henriette Nielsen, nome d'arte Theodora (Strandgården, 23 gennaio 1815 – Vester Torup, 17 gennaio 1900), è stata una scrittrice e drammaturga danese.
Sebbene la sua opera non abbia lasciato un'impronta duratura nella storia del teatro e della letteratura danese, la Nielsen è ricordata come una delle prime figure di donna impegnata nel rivendicare i diritti delle donne e l'emancipazione femminile

## Biografia
Nacque nel nord dello Jutland, da Niels Christian Nielsen (1777-1843) e Marie hustru Benstrup (1780-1866). 
Nel 1840, dissimulando la propria identità dietro un nom de plume, inviò un suo manoscritto (Fanny, en fortælling af Theodora; Fanny, un racconto di Teodora) al celebre poeta e scrittore Steen Steensen Blicher, il quale ne fu così colpito da sentire il bisogno di complimentarsi in una lettera elogiativa inviata all'autrice il 28 gennaio 1841. Il 22 febbraio successivo seguirà una sua favorevole recensione del testo pubblicata il sul giornale Dagen. Questo gli aprì le porte per la pubblicazione del racconto, che avvenne l'anno seguente.
Ottenne un particolare successo con Slægtningene (Parenti, 1849), presentato al Teatro Reale danese di Copenaghen. Con la sua atmosfera pre-vaudeville, i costumi locali dell'isola di Fanø, e le canzoni composte dalla stessa autrice, fu messo in scena 78 volte.
Una sua opera del 1862, il romanzo Esberhs Skolehistorier (Storie della scuola di Esberh), è considerata come uno dei primi esempi di rivendicazione dell'emancipazione femminile.
Nubile, morì nel 1900 e fu sepolta nel Cimitero Assistens di Copenaghen.

## Opere
- Fanny, en fortælling af Theodora, 1842 (racconto).
- Kærlighed i Valby, 1844 (prima: 23. ottobre 1844 presso il Teatro Reale di Danimarca; una rappresentazione).
- To Noveller af H.T., 1845.
- Avertissementet, 1847 (commedia; prima rappresentazione il 21 maggio 1847 presso il Teatro Reale di Danimarca; quattro messe in scena).
- Slægtningene, 1849 (vaudeville, prima: 1º settembre 1849 presso il Teatro Reale di Danimarca; 78 spettacoli).
- Esberhs Skolehistorier, 1862 (romanzo).
- To Forlovelser, 1863 (opera teatrale; in anteprima il 23. febbraio 1863 presso il teatro Casino).
- Nye Livsbilleder og Fortællinger, 1876.
- Den Hjemkomne, 1878 (commedia; anteprima il 5 marzo 1878 presso il Teatro Reale di Copenaghen, 5 rappresentazioni).
- Falske Signaler, 1884 (lystspil, prima rappresentazione il 21 maggio 1884 presso il Teatro Dagmar).
- Til en ung Venindes Fødselsdag; Min Klit; Paa Opfordring til at skrive et lille Digt, poesie, pubblicate in  Kvinden og Samfundet, vol. 16, n. 9, 1900.}